# پیچ تلگرافی
پیچ تلگرافی معمولی (نام علمی: Vinca minor) نام یک گونه از سرده پروانش است.معروف به گل پریوش.
گونه های این جنس گیاهانی چندساله همیشه سبز هستند و از ویژگی های آن راحتی رشد و جذابیت عمومی دو گونه ی آن ( Vinca minor  و Vinca Major) و عیب آن رشد تهاجمی به‌ویژه در محلهای سایه و در گونه v.major  است. در صورتی که در پایین گیاهان پرچین کشت شوند از آنها بالا می روند.
گیاه ساقه های سبز قوسی یا پهن شونده تولید میکند که روی آن برگهای تخم مرغی براق قرار دارد ساقه ها ممکن است در محل گره ها یا حتی نوک آنها وقتی  در تماس با خاک مرطوب قرار میگیرند ریشه دار میشوند هر بخش ریشه دار شده جدید میتواند به صورت مستقل شاخه های بیشتری تولید کند.گلهای ۵ گلبرگی که شبیه گلهای فلوکس کم پر است در بهار ظاهر میشود.